# República Popular Bielorrusa
La República Popular Bielorrusa (BNR; en bielorruso: Беларуская Народная Рэспубліка, romanizado: Biełaruskaja Narodnaja Respublika, БНР), también conocida como República Democrática Bielorrusa, fue un Estado proclamado por la Rada de la República Popular Bielorrusa en su Segunda Carta Constituyente el 9 de marzo de 1918 durante la Primera Guerra Mundial. El Consejo proclamó la independencia de la República Democrática de Belarús en su Tercera Carta Constitutiva el 25 de marzo de 1918 durante la ocupación de la actual Bielorrusia por el Ejército Imperial Alemán.
El gobierno de la República Popular Bielorrusa nunca tuvo poder sobre todo el territorio de Bielorrusia. En 1919, coexistió con una alternativa controlada por la República Socialista Soviética de Bielorrusia (que más tarde se convirtió en parte de la República Socialista Soviética Lituano-Bielorrusa), trasladando su sede de gobierno a Vilna y Grodno, pero dejó de existir debido a la partición de todo el territorio bielorruso entre el Ejército Rojo bolchevique y las Fuerzas Armadas Polacas como resultado de la guerra polaco-soviética de 1919-1921.
En la actualidad, su gobierno en el exilio, la Rada (Consejo) de la República Popular Bielorrusa es el gobierno en el exilio más antiguo que todavía está en funcionamiento.

## Historia

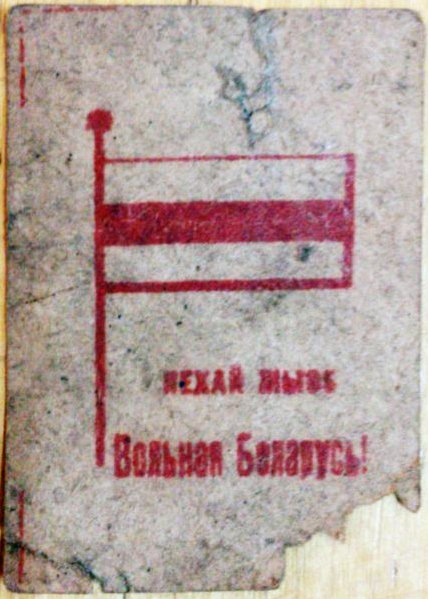
La bandera nacional en la tarjeta de los delegados del primer congreso principal de Bielorrusia (inscripción: larga vida a Bielorrusia libre

La República Popular Bielorrusa fue declarada durante la Primera Guerra Mundial el 25 de marzo de 1918, cuando Bielorrusia fue ocupada por los alemanes de acuerdo con el Tratado de Brest-Litovsk.
Después de la Revolución de Febrero de 1917 en Rusia, surgieron discusiones activas en Bielorrusia acerca de ganar autonomía dentro del nuevo gobierno democrático ruso, o declarar la independencia. Representantes de la mayor parte de las regiones bielorrusas y de diferentes poderes políticos (la mayoría, de izquierda), incluyendo la Asamblea Socialista Bielorrusa, el Movimiento democrático cristiano y el Bund, formaron un Consejo Nacional Bielorruso a finales de 1917. El consejo empezó a trabajar en el establecimiento de instituciones gubernamentales bielorrusas. Los alemanes y los bolcheviques rechazaron reconocer al consejo e interfirieron en sus actividades. Sin embargo, los alemanes vieron a una independiente Bielorrusia como parte de su implementación del plan de Estados colchones dentro de la Mitteleuropa. Los bolcheviques tuvieron negociaciones con la República Popular Bielorrusa con respecto a un eventual reconocimiento, pero en lugar de eso, se decidió después establecer un gobierno prosoviético bielorruso; la República Socialista Soviética Bielorrusa.
Paralelamente con las negociaciones que los alemanes y los bolcheviques tenían, el Consejo Bielorruso empezó activamente a demandar un reconocimiento al estatus autónomo para Bielorrusia, con discusiones internas continuas si se debería convertir en una región autónoma dentro de Rusia o declararse independiente.

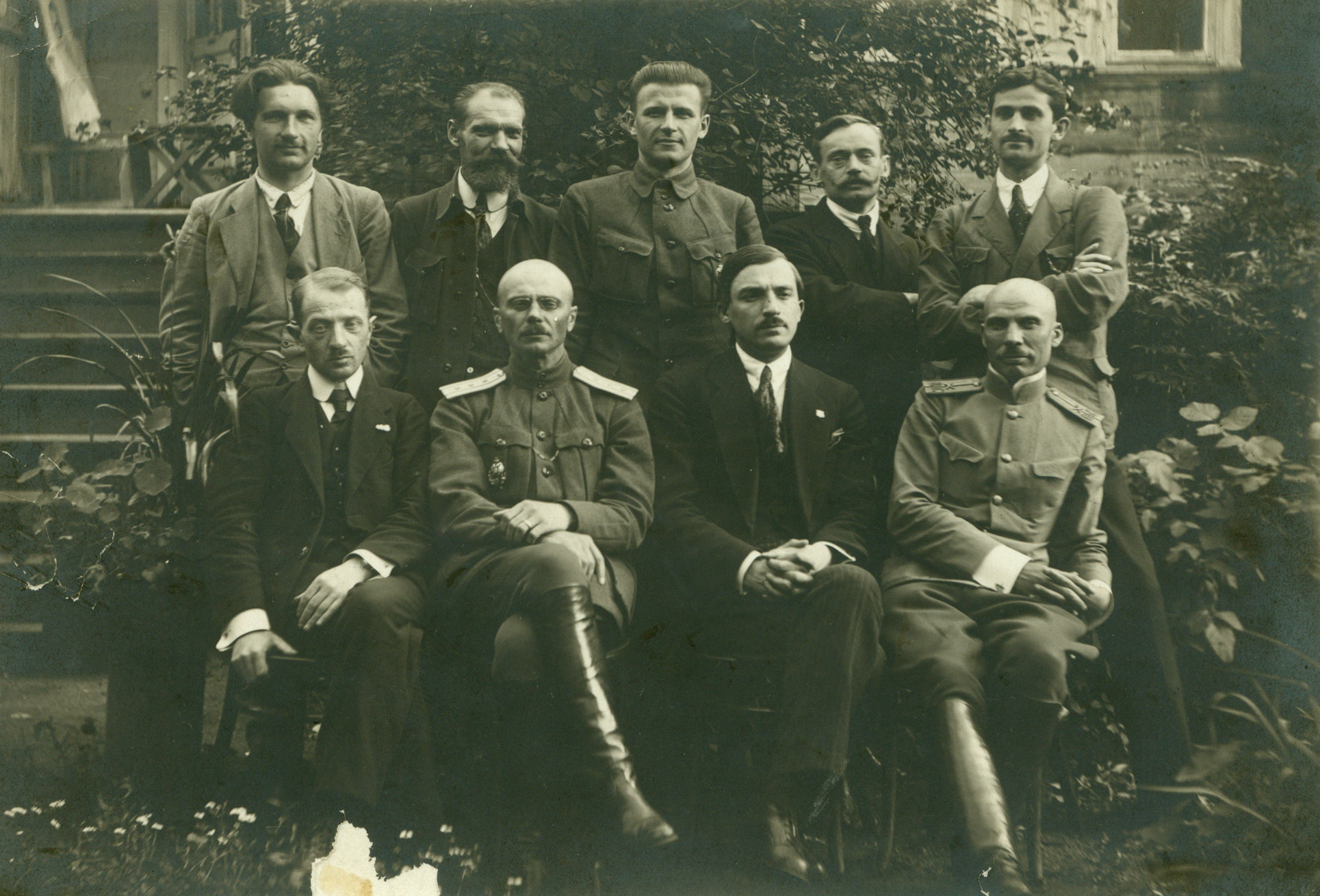
El primer gobierno de la república.
De izquierda a derecha, sentados:
Aliaksandar Burbis, Jan Sieradá, Jazep Varonka, Vasil Zacharka.
De izquierda a derecha, de pie:
Arkadz Smolich, Pyotra Krecheuski, Kastus Jezavitau, Anton Ausianik, Liavon Zayats.

En su primera Carta Constituyente, publicada el 21 de febrero de 1918, el Consejo bielorruso se autoproclamó como el único poder legítimo en el territorio de Bielorrusia. El 9 de marzo, tras la firma del Tratado de Brest-Litovsk entre los alemanes y los bolcheviques, el Consejo publicó una segunda Carta en donde se declara el establecimiento de la República Popular Bielorrusa. El Consejo se volvió el gobierno provisional del país y fue renombrado como El Consejo de la República Popular Bielorrusa.
El 25 de marzo de ese mismo año, el Consejo emitió una tercera Carta declarando la independencia de Bielorrusia. Después de la noticia, se dieron lugar reuniones locales en varias ciudades bielorrusas en donde circulaban resoluciones apoyando a la creación de una república independiente.

### Territorio

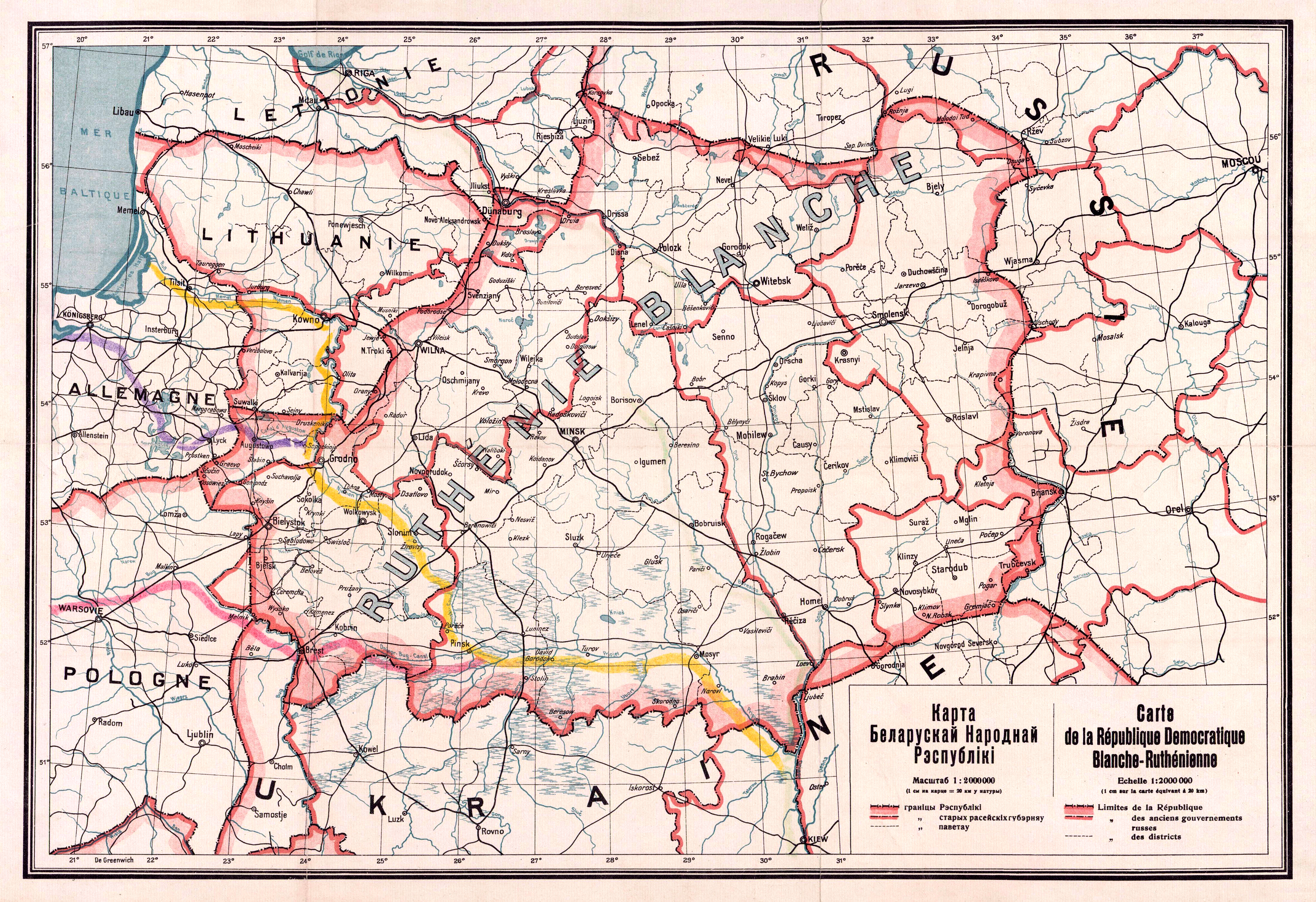
Territorio reclamado por la República en 1918.

En la Tercera Carta Constituyente, los siguientes territorios fueron reclamados por la RPB: la  gobernación de Maguilov, así como algunas partes bielorrusas de la gobernación de Minsk, de la gobernación de Grodno (incluyendo Belostok), la de Vilna, la de Vítebsk y la de Smolensk, incluyendo partes limítrofes de otras gobernaciones con población de mayoría bielorrusa, rechazando la partición de las tierras bielorrusas entre Alemania y Rusia. Los territorios fueron reclamados debido a la gran mayoría o minoría bielorrusa en esas áreas (como en las gobernaciones de Grodno y de Vilna), aunque también había un número considerable de lituanos, polacos y personas que hablaban variedades mixtas del bielorruso, lituano y polaco, así como también judíos, que se hallaban en los poblados y en las ciudades (en algunos poblados, eran mayoría). Algunos de dichos judíos hablaban ruso como su idioma natal; algunos hablaban yidis.

### Militar

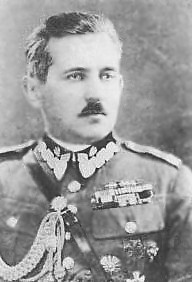
El presidente y general Stanisław Bułak-Bałachowicz.

Hubo intentos para crear fuerzas armadas reguladas para la recién establecida república bielorrusa. Las unidades militares bielorrusas se empezaron a formar dentro del desorganizado ejército ruso ya en 1917.
De acuerdo con el historiador Oleg Latyszonek, aproximadamente 11 000 personas, la mayoría voluntarios, se alistaron en el ejército de la República Bielorrusa.
El general Stanisław Bułak-Bałachowicz respaldó el gobierno de la RPB y abiertamente posicionó su ejército como el Ejército Nacional Bielorruso, también tomando poder como el primer presidente del Gobierno Provisional Bielorruso, poco después de la caída de la RPB antes de tomar poder de Bielorrusia.
Por su resistencia en contra de las fuerzas bolcheviques que atacaron al campesinado local bielorruso durante la invasión soviética, los miembros de la minoría bielorrusa en Polonia lo reconocieron como su héroe nacional.
La mayor acción militar realizada por la República Popular Bielorrusa fue en el levantamiento de Slutsk a finales de 1920. El Consejo de la RPB, en ese tiempo establecido en Lituania, envió oficiales para ayudar a organizar la resistencia antibolchevique en el poblado de Slutsk. El ejército bielorruso fue dirigido para resistir un mes en contra del gran poder del Ejército Rojo.

### Otras acciones realizadas por la RPB

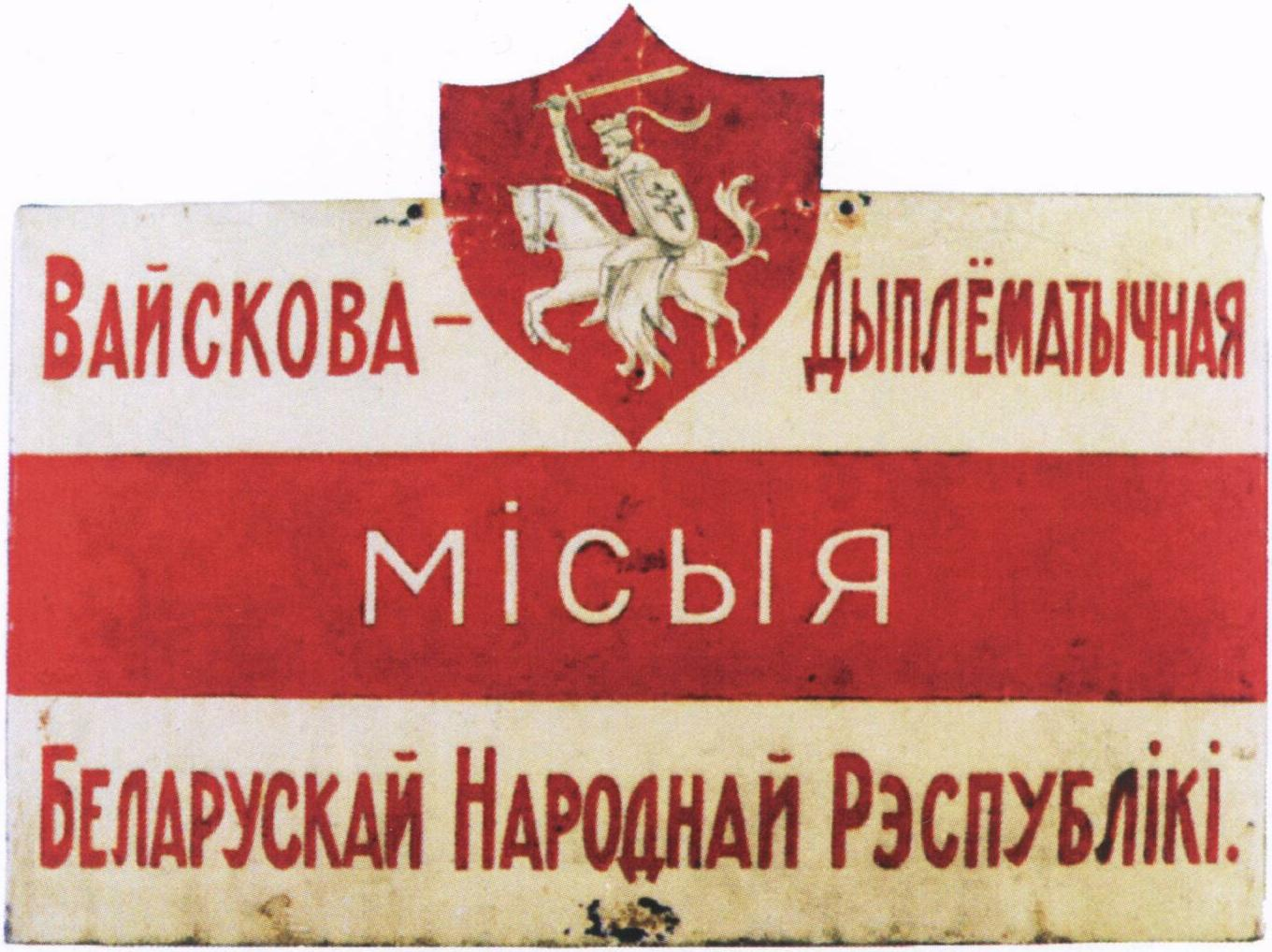
Misión diplomática y militar de la República Popular Bielorrusa.

Durante su corta existencia, el gobierno de Bielorrusia estableció estrechas relaciones con la República Popular Ucraniana, desde donde se enviaba suministros de comida a Bielorrusia y, de este modo, se evitaba la hambruna en el país. Las representaciones diplomáticas de Bielorrusia habían sido creadas en Alemania, Estonia, Ucrania y en otros países para presionar acerca de los intereses bielorrusos, o para respaldar a los soldados bielorrusos y a los refugiados, quienes terminaban en diferentes partes del antiguo Imperio ruso.
Al empezar 1918, Antón Lutskévich, el primer ministro de Bielorrusia, se reunió con Vladímir Lenin con la esperanza de ganar reconocimiento para la independencia de Bielorrusia por la Rusia soviética. La delegación bielorrusa incluso propuso la creación de una federación con la RSFS de Rusia y la adopción de la constitución soviética en el país a cambio del reconocimiento por parte de Rusia de Bielorrusia como un estado independiente, pero Lenin no estuvo de acuerdo con estas propuestas.
El gobierno también buscaba construir entre 150 y 350 colegios, y se comenzaron preparativos para la creación de una Universidad en Minsk.

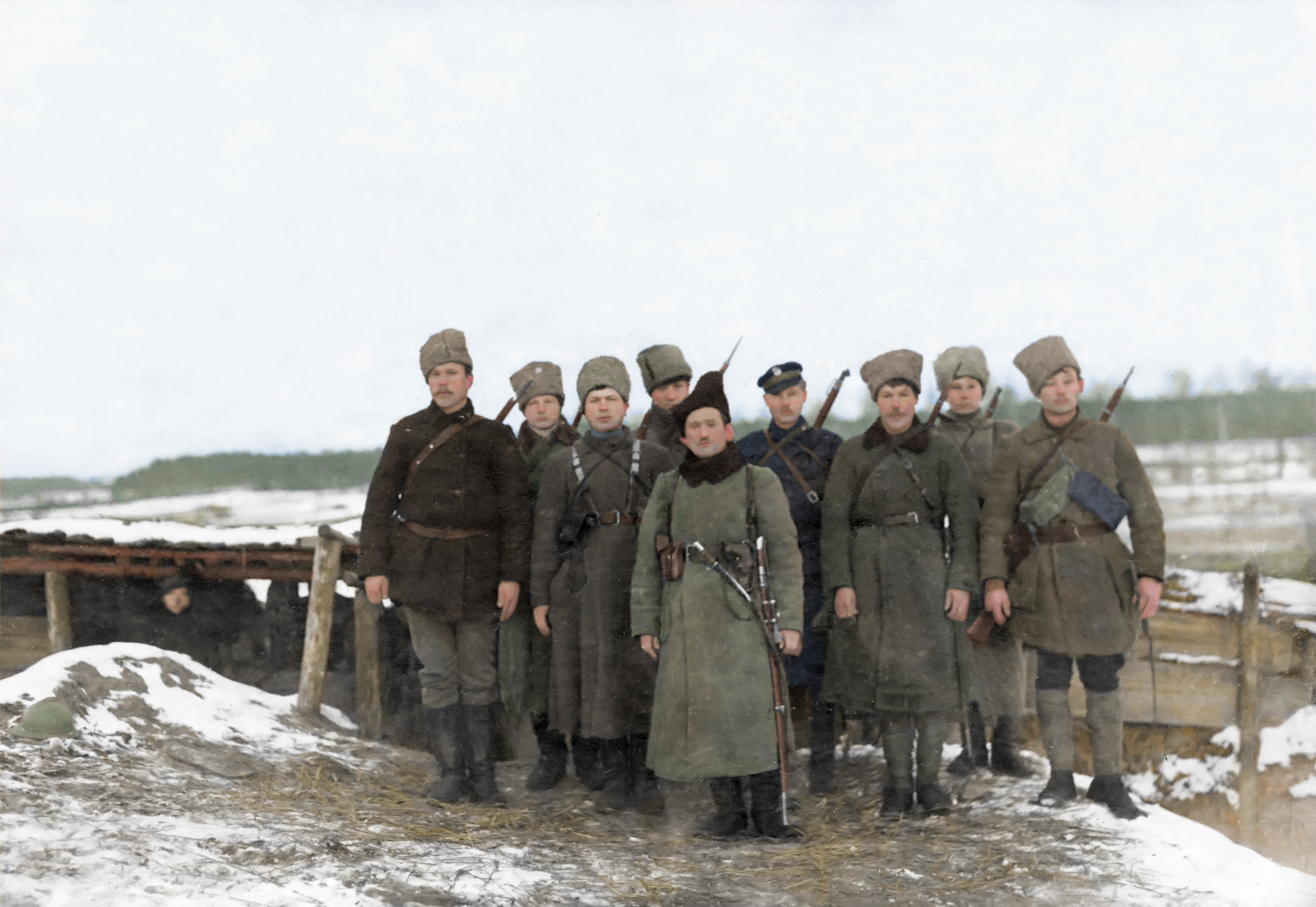
Los rebeldes de Slutsk liderados por Lukasz Semenyuk

Al estar rodeada por países vecinos más poderosos y al no tener ningún aliado, la RPB perdió rápidamente su independencia y no se convirtió en un Estado sólido con una constitución o definido territorialmente. Sin embargo, varios historiadores modernos bielorrusos sugieren que la creación de la República Popular Bielorrusa fue la razón por la cual los bolcheviques crearon el Estado prosoviético de la República Socialista Soviética Bielorrusa,  y la autorización de algunos elementos en la vida cultural nacional en la década de 1920.[cita requerida]
Después de que el ejército polaco ocupara la parte occidental de Bielorrusia y el Ejército Rojo ocupara la parte oriental, los rebeldes de Slutsk resistieron la expansión soviética durante más tiempo. El 27 de noviembre de 1920 comenzaron los combates entre los partidarios de la independencia de Bielorrusia y las tropas soviéticas. El 31 de diciembre de 1920, la Brigada Slutsk se retiró a territorio polaco, donde fue desarmada por los polacos y disuelta.

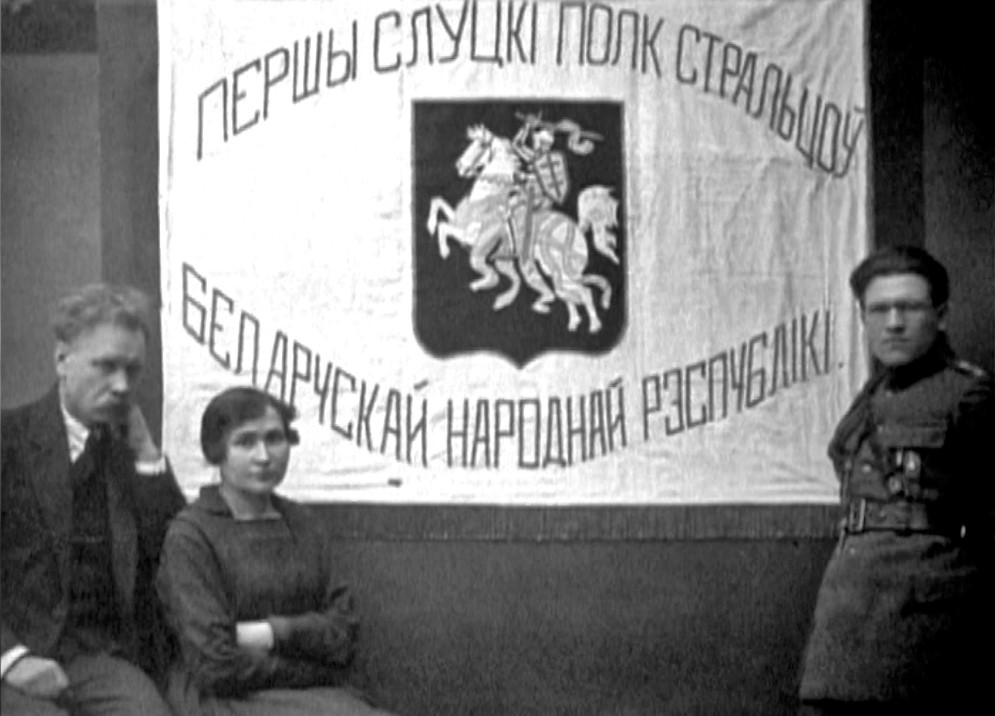
Bandera del 1er regimiento de Slutsk

Después de eso, algunos defensores de Slutsk regresaron al territorio de la BSSR, donde fueron reprimidos por los bolcheviques. Parte de los soldados de la Brigada Slutsk continuaron la resistencia armada contra las autoridades soviéticas como parte del partidista Ejército Verde hasta los años 1930.

## Exilio
En diciembre de 1918, el ejército alemán empezó a retirarse del territorio bielorruso y el Ejército rojo se adentró para establecer la República Socialista Soviética Bielorrusa. El Consejo de la RPB se trasladó a Grodno, el centro de una región bielorrusa semiautónoma dentro de la República de Lituania. Durante la Guerra polaco-soviética, el Consejo entró en el exilio y facilitó la lucha anticomunista en ese país durante la década de 1920.
En 1925, el gobierno exiliado de la República Popular Bielorrusa entró en discusión sobre dimitir su autoridad política a favor de la República Socialista Soviética Bielorrusa que controlaba la parte oriental de Bielorrusia. A pesar de que varios miembros del gobierno democrático defendieron la idea, la propuesta no fue aprobada.
Durante la Segunda Guerra Mundial, el gobierno bielorruso en el exilio, establecido en Praga, rechazó cooperar con la Alemania nazi o con el Consejo Central Bielorruso, el gobierno títere proalemán, y emitió declaraciones a favor de los aliados occidentales.

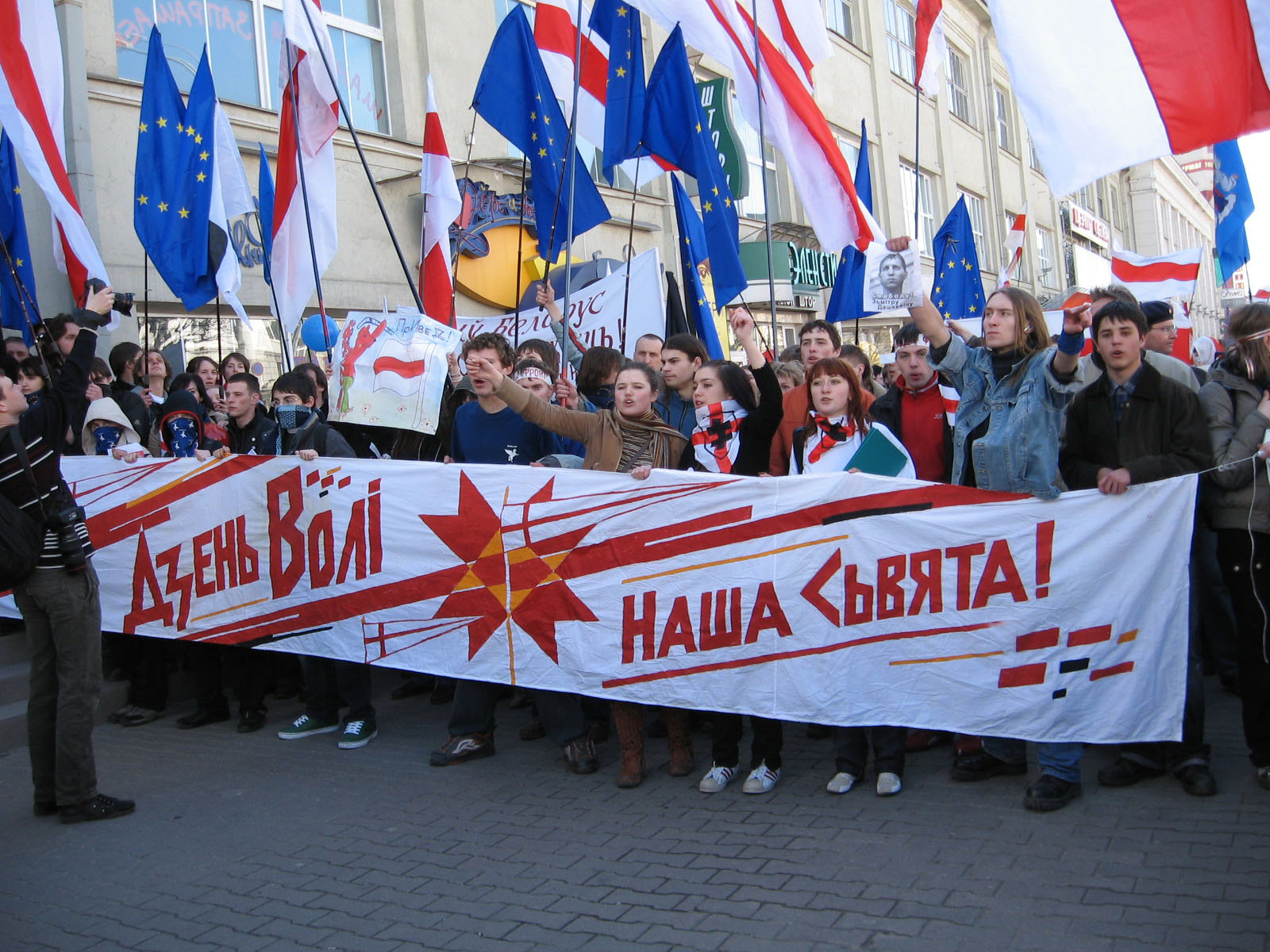
Manifestación de celebración por el "Día de la libertad" organizada por la oposición bielorrusa en el 2007.

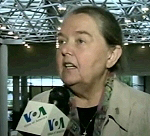
Ivonka Survila, actual presidenta del Consejo en el exilio.

El avance del Ejército Rojo en 1945 forzó al Consejo de la RPB a relocalizarse en la parte occidental de Alemania, ocupada por las tropas británicas y estadounidenses. En febrero de 1948, el Consejo difundió un manifiesto especial, en donde se declaraba su retorno a la actividad política. En abril de ese mismo año, el consejo, junto con representantes de los refugiados de posguerra bielorrusos, se reunieron en una conferencia en Osterhofen, Baviera.
Después de la disolución de la Unión Soviética a principios de los años 1990, los gobiernos en el exilio de los países vecinos (Lituania, Polonia y otros) devolvieron sus mandatos a los nuevos gobiernos independientes de esos territorios.
Después de la declaración de independencia de la República Socialista Soviética de Bielorrusia en 1990, se pensó en ese momento que el Consejo estaba lista para retomar su estatus a un parlamento democráticamente elegido de Bielorrusia. El parlamento de Bielorrusia, en ese tiempo, había sido elegido bajo régimen soviético. Sin embargo, estos planes no tuvieron éxito después de que Aleksandr Lukashenko —antiguo jefe supremo del Partido Comunista Bielorruso—, al ser elegido en 1994, estableciera un régimen autoritario acompañado con el retorno de políticas soviéticas en lo que respecta al idioma bielorruso y la cultura.
El Consejo RPB aún existe como un gobierno en el exilio y su meta es presionar para los intereses de la diáspora bielorrusa en países donde tiene representantes.
Desde finales de 1980, el 25 de marzo, día de la Independencia de la República Popular Bielorrusa, es celebrado extensamente por la oposición democrática nacional bielorrusa como el Día de la Libertad (en bielorruso: Дзень волі). Es usualmente acompañado por grandes manifestaciones y protestas por parte de la oposición en Minsk, y por eventos de celebración de las organizaciones de la diáspora bielorrusa en todo el mundo, apoyando al gobierno bielorruso en el exilio.

## Presidentes
Presidentes del Consejo de la República Popular:
- Jan Sieradá (1918–1919)
- Piotra Krečeŭski (1919–1928)
- Vasil Zacharka (1928–1943)
- Mikoła Abramčyk (1944–1970)
- Vincent Žuk-Hryškievič (1970–1982)
- Jazep Sažyč (1982–1997)
- Ivonka Survila (1997–presente)

## Símbolos
Una bandera nacional con tres franjas, blanco-rojo-blanco, fue adoptada, así como un escudo nacional (Pahonia) basada en un emblema del Gran Ducado de Lituania.

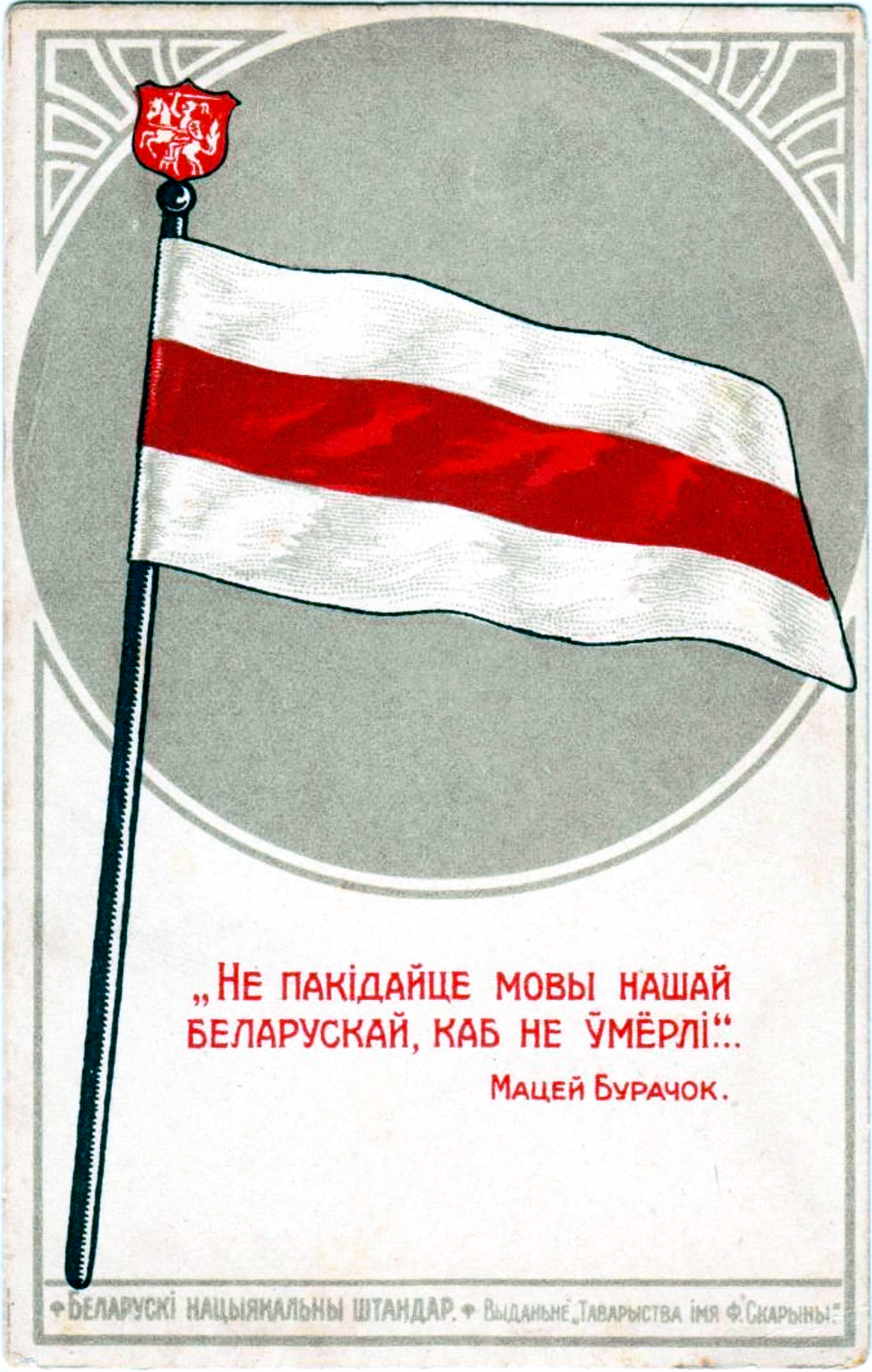
Postal con bandera
Dibujo del escudo. 1918
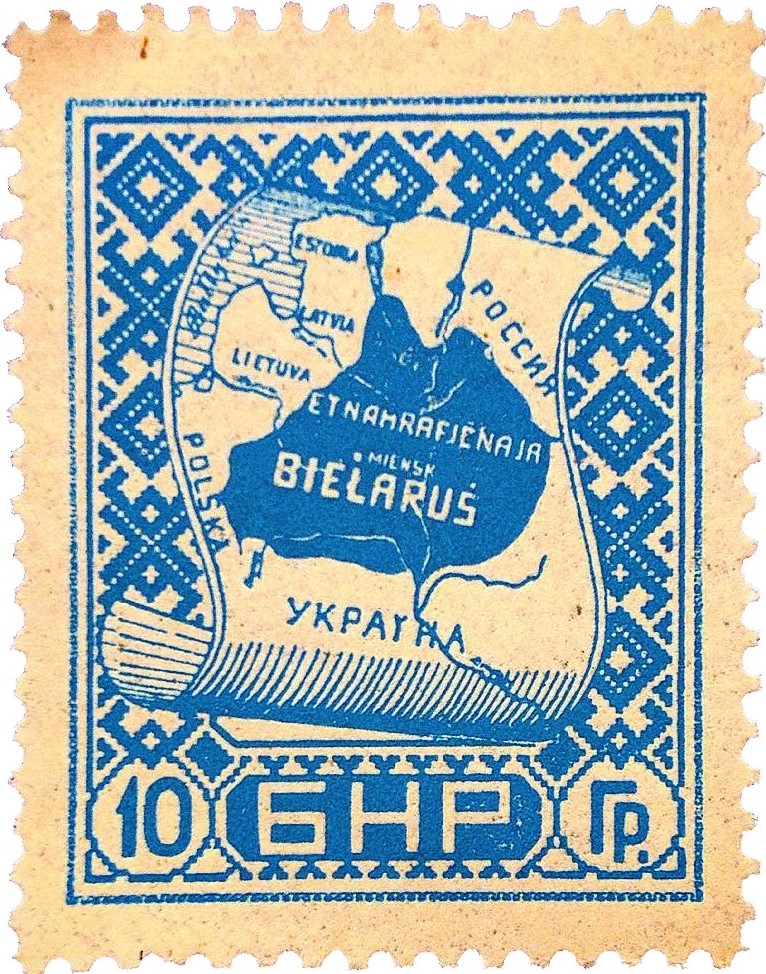
Estampilla de 10 hrašoŭ
Estampilla de 25 hrašoŭ